# Дятел-смоктун жовточеревий
Дятел-смоктун жовточеревий (Sphyrapicus varius) — середнього розміру північноамериканський дятел роду дятел-смоктун (Sphyrapicus) родини дятлових (Picidae).

## Морфологічні ознаки
Довжина тіла 19–21 см; вага — 35–62 г. Спина чорна з білими плямками, на крилах виразна біла поздовжна смуга, на грудях чорний «фартушок», на боках, збоку шиї та на тулубі пера жовтуваті та білі, з сірим узором. На голові у дорослих самців і в більшості також самок червона шапочка, з тим що у самців ще й червоне горло, а в самок воно світле, у той час як молодь не має червоних ознак, ці місця або чорні, або жовтуваті. 

## Поширення
Поширений доволі широко як територіально (на більшій частині Північної Америки), так і кількісно, хоча й дещо зменшується. На півночі його ареал поширюється від Аляски до Ньюфаундленда. Його нема лише в західних штатах, де його нішу займає дятел-смоктун білочеревий (Sphyrapicus nuchalis). На зиму мігрує до південних штатів, Мексики, Центральної Америки та на Кариби. Населяють переважно листяні ліси, особливо часто осикові гаї, але можуть живитись і на хвойних, і особливо на фруктових деревах.

## Живлення і поведінка
Видовбує, чи радше вирізає невеликі отвори у корі та камбії дерев, часто акуратними рядками, і підготувавши собі такі харчові точки на кількох деревах, облітає їх, раз-у-раз спиваючи сік, по мірі наповнення ним отворів. У крайньому разі це призводить навіть до загибелі дерев, хоча переважно їхня шкода лише локальна. У деяких місцях дятлів-смоктунів вважають шкідниками. Також живиться комахами, ягодами і іншими плодами, особливо взимку, коли сокорух обмежений або відсутній.

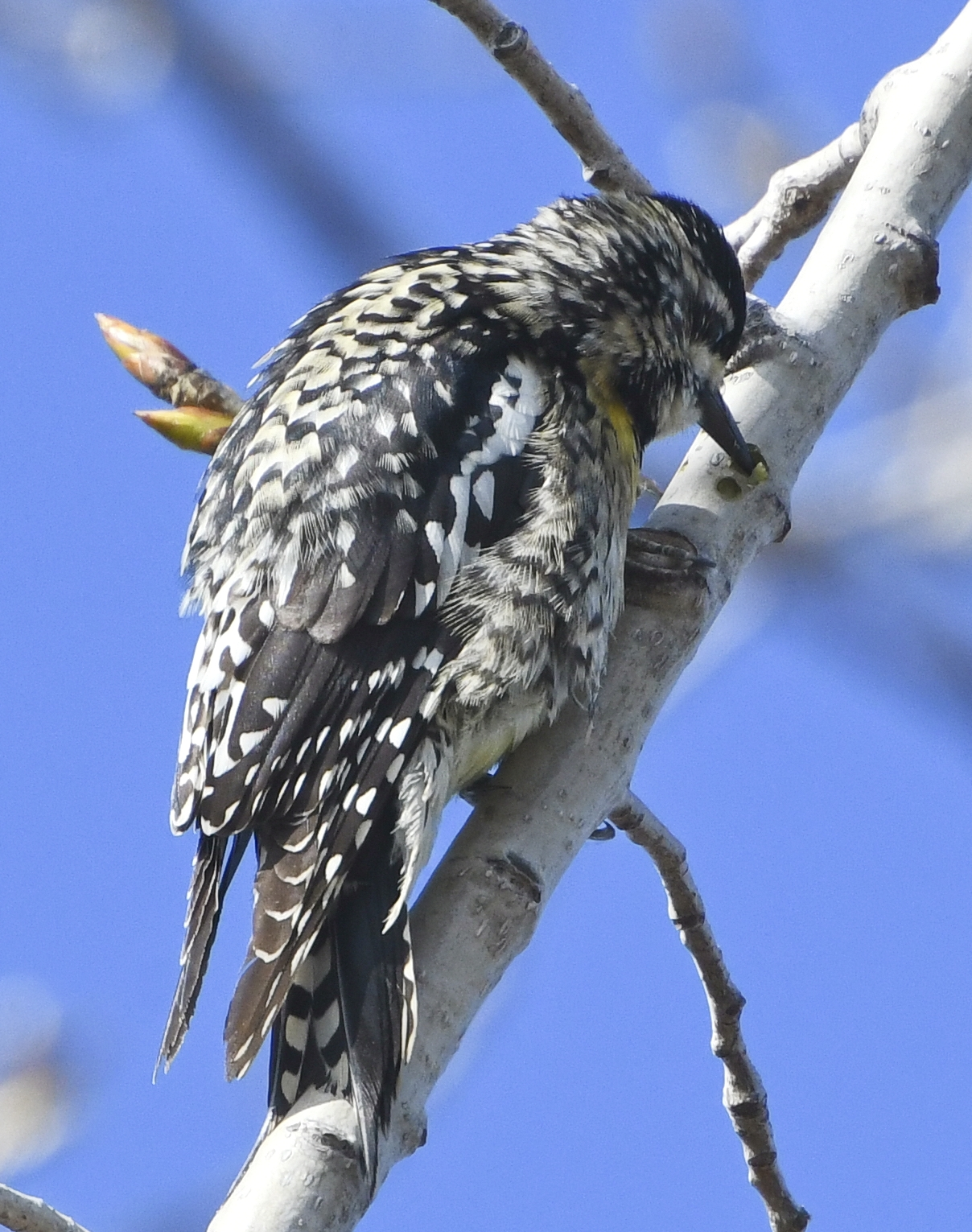
Молодий дятел-смоктун робить отвори на гілках тополі, з яких п'є сік